# Nicaragua aux Jeux olympiques d'été de 2020
Le Nicaragua participe aux Jeux olympiques de 2020 à Tokyo au Japon. Il s'agit de sa 14e participation à des Jeux d'été.

## Athlètes engagés
| Sport         | Hommes | Femmes | Total |
| ------------- | ------ | ------ | ----- |
| Athlétisme    | 1      | 0      | 1     |
| Aviron        | 1      | 1      | 2     |
| Haltérophilie | 0      | 1      | 1     |
| Judo          | 0      | 1      | 1     |
| Natation      | 1      | 1      | 2     |
| Tir           | 1      | 0      | 1     |
| Total         | 4      | 4      | 8     |

## Résultats

### Athlétisme
| Athlète               | Épreuve        | Tour préliminaire | Tour préliminaire | 1er tour | 1er tour | Demi-finale | Demi-finale | Finale  | Finale  |
| Athlète               | Épreuve        | Temps             | Rang              | Temps    | Rang     | Temps       | Rang        | Temps   | Rang    |
| --------------------- | -------------- | ----------------- | ----------------- | -------- | -------- | ----------- | ----------- | ------- | ------- |
| Yeykell Eliuth Romero | 100 m masculin | 10 s 62           | 3e                | 10 s 70  | 8e       | Éliminé     | Éliminé     | Éliminé | Éliminé |

### Aviron
| Athlète           | Compétition    | Séries        | Séries | Repêchages    | Repêchages | Quarts de finale | Quarts de finale | Demi-finales                  | Demi-finales | Finale                 | Finale |
| Athlète           | Compétition    | Temps         | Rang   | Temps         | Rang       | Temps            | Rang             | Temps                         | Rang         | Temps                  | Rang   |
| ----------------- | -------------- | ------------- | ------ | ------------- | ---------- | ---------------- | ---------------- | ----------------------------- | ------------ | ---------------------- | ------ |
| Felix Potoy       | Skiff masculin | 7 min 32 s 54 | 4e     | 7 min 44 s 52 | 3e         | Non disputé      | Non disputé      | Demi-finale E/F 7 min 45 s 2  | 1er          | Finale E 7 min 28 s    | 26e    |
| Evidelia González | Skiff féminin  | 8 min 25 s 18 | 4e     | 8 min 37 s 55 | 3e         | Non disputé      | Non disputé      | Demi-finale E/F 8 min 36 s 99 | 1re          | Finale E 8 min 10 s 37 | 37e    |

### Haltérophilie
| Athlète      | Compétition    | Arraché  | Arraché | Épaulé-jeté | Épaulé-jeté | Total  | Rang |
| Athlète      | Compétition    | Résultat | Rang    | Résultat    | Rang        | Total  | Rang |
| ------------ | -------------- | -------- | ------- | ----------- | ----------- | ------ | ---- |
| Sema Ludrick | Moins de 64 kg | 87 kg    | 13e     | 115 kg      | 11e         | 202 kg | 12e  |

### Judo
| Athlète         | Compétition   | 1er tour            | 2e tour             | Quart de finale     | Demi-finale         | Repêchage 1         | Repêchage 2         | Finale              | Rang     |
| Athlète         | Compétition   | Adversaire Résultat | Adversaire Résultat | Adversaire Résultat | Adversaire Résultat | Adversaire Résultat | Adversaire Résultat | Adversaire Résultat | Rang     |
| --------------- | ------------- | ------------------- | ------------------- | ------------------- | ------------------- | ------------------- | ------------------- | ------------------- | -------- |
| Izayana Marenco | Plus de 78 kg | Cerić Défaite 00-10 | Éliminée            | Éliminée            | Éliminée            | Éliminée            | Éliminée            | Éliminée            | Éliminée |

### Natation
| Athlète     | Épreuve          | Série   | Série | Demi-finale | Demi-finale | Finale  | Finale  |
| Athlète     | Épreuve          | Temps   | Rang  | Temps       | Rang        | Temps   | Rang    |
| ----------- | ---------------- | ------- | ----- | ----------- | ----------- | ------- | ------- |
| Miguel Mena | 100 m nage libre | 51 s 99 | 55e   | Éliminé     | Éliminé     | Éliminé | Éliminé |

| Athlète           | Épreuve          | Séries  | Séries | Demi-finales | Demi-finales | Finale   | Finale   |
| Athlète           | Épreuve          | Temps   | Rang   | Temps        | Rang         | Temps    | Rang     |
| ----------------- | ---------------- | ------- | ------ | ------------ | ------------ | -------- | -------- |
| Maria Schutzmeier | 100 m nage libre | 57 s 94 | 43e    | Éliminée     | Éliminée     | Éliminée | Éliminée |

### Tir
| Athlète         | Compétition                  | Qualification | Qualification | Finale  | Finale  |
| Athlète         | Compétition                  | Points        | Rang          | Points  | Rang    |
| --------------- | ---------------------------- | ------------- | ------------- | ------- | ------- |
| Edwin Barberena | Pistolet à air comprimé 10 m | 554           | 36e           | Éliminé | Éliminé |